# 索波

索波（西班牙語：Sopó）是哥倫比亞的城鎮，位於該國中部，由昆迪納馬卡省負責管轄，距離首府波哥大39公里，始建於1653年5月25日，面積112平方公里，海拔高度2,495米，2005年人口21,014。
4°55′N 73°56′W / 4.917°N 73.933°W